# Ацетонов пероксид
Ацетоновият пероксид е силно чувствително и нестабилно иницииращо взривно вещество, получено от ацетон под въздействието на водороден пероксид и силна киселина като катализатор. Поради лесното му получаване и достъпните материали, много хора се изкушават да го направят. Не всички от тях обаче са наясно със свойствата на веществото и много често се случват злополуки, които завършват тежко.
Получаването и съхранението му са изключително опасни, като при нагряване до температурата на топене (91 °C) съществува опасност от спонтанна експлозия. Понякога дори само триенето или изтърването на пероксида може да доведе до взрив.
(C3H6O2)3 → 1,30 CO2 + 2,44 CO + 2,61 CH4 + 0,63 C2H6 + 0,23 C4H4 + 0,47 H + 0,96 H2O + 0,47 C
Скоростта на детонация при плътност 0,92 g/cm3 е 3750 m/s а при плътност 1,18 g/cm3 е 5300 m/s. Скоростта на горене на цилиндрична таблетка с диаметър 4 mm и височина 6 – 7 mm пресована при налягане 2000 kg/cm2 до плътност 1,22 0,92 g/cm3 е 0,95 cm/s.